# Могила Олексій Панасович
Олексій Панасович Могила (липень 1904, Російська імперія — ?) — український радянський діяч, голова правління Української ради промислової кооперації, начальник Головного управління організованого набору робітників та переселення при РМ УРСР.

## Біографія
Освіта вища. Член ВКП(б) з 1940 року.
На 1947—1948 роках — голова Київської обласної ради промислової кооперації (облпромради).
У квітні 1949 — 1950 року — голова правління Української ради промислової кооперації (Укрпромради).
У січні — квітні 1953 року — заступник начальника Переселенського управління при Раді міністрів Української РСР.
У квітні 1953 — липні 1955 року — заступник начальника Переселенського управління (з січні 1954 року — Головного переселенського управління) Міністерства сільського господарства Української РСР.
У липні 1955 — 1967 року — начальник Головного управління організованого набору робітників та переселення при Раді міністрів Української РСР.
Подальша доля невідома.

## Нагороди
- орден Трудового Червоного Прапора (23.01.1948)
- медалі
- Почесна грамота Президії Верховної Ради Української РСР (8.07.1964)